# 24044 Caballo
24044 Caballo è un asteroide della fascia principale. Scoperto nel 1999, presenta un'orbita caratterizzata da un semiasse maggiore pari a 2,3891432 UA e da un'eccentricità di 0,1426736, inclinata di 7,00397° rispetto all'eclittica.